# Unlock My World
Unlock My World è il primo album in studio del girl group sudcoreano Fromis 9, pubblicato nel 2023.

## Tracce
1. Attitude – 3:10 (testo: Seo Jung-ah – musica: C'sa, Bymore)
2. #menow – 2:49 (testo: Cho Su-jin – musica: Ryan S. Jhun, Svea Kågemark, Celine Svanbäck, Jeppe London Bilsby, Stally, Pateko)
3. Wishlist – 2:56 (testo: Park Ji-won – musica: Lee Beom-hun, Jang Han-na, Park Ji-won)
4. In the Mirror – 3:31 (testo: Danke, Lee Seu-ran, Baek Ji-heon – musica: Christian Fast, Johannes Willinder)
5. Don't Care – 3:22 (testo: Lee Seu-ran – musica: Scott Russell Stoddart, Paulina "Pau" Cerrilla, Avenue 52)
6. Prom Night – 3:26 (testo: Jo Yoon-kyung, Baek Ji-heon – musica: C'sa, Ish Hokhmah)
7. Bring It On – 2:51 (testo: Noh Joo-hwan, Moa 'Cazzi Opeia' Carlebecker – musica: "Hitman" Bang, Slow Rabbit, Moa 'Cazzi Opeia' Carlebecker)
8. What I Want – 3:29 (testo: Danke – musica: Justin Reinstein, Anna Timgren)
9. My Night Routine – 2:57 (testo: Lee Seu-ran – musica: Park Ki-tae, Elum, Lee Seo-yeon, Lee Na-gyung)
10. Eye Contact (눈맞춤) – 3:30 (testo: Lee Sae-rom, Song Ha-young, Park Ji-won, Roh Ji-sun, Lee Seo-yeon, Lee Chae-young, Lee Na-gyung, Baek Ji-heon – musica: Nmore, Shannon, Song Ha-young)